# محمد عز الدين توفيق
محمد عز الدين توفيق (20 فبراير 1959 - ).هو عالم وفقيه مسلم مغربي.

## حياته ونشأته
بنواحي تارودانت، وهو ينحدر من أسرة عالمة، وكان والده هو الشيخ البشير توفيق، ولقد درس بتارودانت وتخرج من معهد محمد الخامس ثم التحق بكلية محمد الخامس بالرباط، ثم حصل على منحة للدراسة في مصر وهو أستاذ علم النفس والدراسات الإسلامية بكلية الآداب بنمسيك بالدار البيضاء وخطيب جمعة بمسجد عقبة بن نافع، ولقد أكمل دراساته العليا بجمهورية مصر العربية، كما حاز على شهادة دكتوراه الدولة في الدراسات الإسلامية في موضوع علم النفس والمنظور الإسلامي.

## مؤلفاته
له عدة مؤلفات أبرزها:
- دليل الأنفس بين القرآن الكريم والعلم الحديث،
- علم النفس والمنظور الإسلامي،
- كيف تختار الكتاب الإسلامي وتقرؤه،
- الخشوع في الصلاة،
- خطبة الجمعة وأثرها في التوجيه التربوي.

## مناصب
- كما تقلد عدة مسؤوليات منها تحمل المسؤولية التربوية في مراحل سابقة لحركة التوحيد والإصلاح.
- واعظ تابع لهيئة الوعظ بالمجلس العلمي لولاية الدار البيضاء.
- عضو هيئة الاتحاد العالمي لعلماء المسلمين.
- عضو الكتابة التنفيذية لمؤسسة المهدي بنعبود للبحوث والدراسات والإعلام.